# Nat Hentoff
Nathan Irving Hentoff, detto Nat (Boston, 10 giugno 1925 – New York, 7 gennaio 2017), è stato uno storico, romanziere e critico musicale statunitense.
Considerato un gigante del settore, pubblicava regolarmente articoli di musica jazz e country per il Wall Street Journal.
In passato Hentoff ha scritto (tra gli altri) per Down Beat, Village Voice, JazzTimes, Legal Times, Washington Post, Washington Times, The Progressive, Editor & Publisher, e Free Inquiry. Ha lavorato per la rivista  New Yorker, e diversi suoi articoli sono stati pubblicati dal New York Times, Jewish World Review, The Atlantic, The New Republic, Commonweal, e, in italiano, nella Enciclopedia dello Spettacolo.
Scrisse inoltre le note interne del secondo LP di Bob Dylan, The Freewheelin' Bob Dylan.

### Saggistica
- Hear Me Talkin' To Ya, con Nat Shapiro (1955)
- The Jazz Makers, con Nat Shapiro (1957)
- The Jazz Life ISBN 0-306-80088-8 (1961)
- Peace Agitator: The Story of A. J. Muste ISBN 0-9608096-0-0 (1963)
- The New Equality (1964)
- Our Children Are Dying (con John Holt) (1967)
- A Doctor Among the Addicts (1968)
- A Political Life: The Education of John V. Lindsay (1969)
- Journey into Jazz (1971)
- Jazz Is (1976)
- Does Anybody Give a Damn?: Nat Hentoff on Education (Random House; 1977)
- The First Freedom: The Tumultuous History of Free Speech in America (1980)
- American Heroes: In and Out of School (1987)
- John Cardinal O'Connor: At the Storm Center of a Changing American Catholic Church ISBN 0-684-18944-5 (1988)
- Free Speech for Me — But Not for Thee: How the American Left and Right Relentlessly Censor Each Other ISBN 0-06-099510-6 (1993)
- Listen to the Stories: Nat Hentoff on Jazz and Country Music ISBN 0-06-019047-7 (1995)
- Living the Bill of Rights: How to Be an Authentic American ISBN 0-520-21981-3 (1999)
- The War on the Bill of Rights and the Gathering Resistance ISBN 1-58322-621-4 (2004)
- American Music Is (2004)
- Insisting on Life (con Wesley Smith e Maria McFadden) (2005)

### Romanzi
- Jazz Country (1965)
- Call the Keeper (1966)
- Onwards! (1968)
- I'm Really Dragged But Nothing Gets Me Down (1968)
- This School is Driving Me Crazy (1976)
- Does This School Have Capital Punishment? (1982)
- Blues for Charlie Darwin (1982)
- The Day They Came To Arrest The Book(1983)
- The Man from Internal Affairs (1985)

### Memorie
- Boston Boy: Growing Up With Jazz and Other Rebellious Passions ISBN 0-9679675-2-X (1986)
- Speaking Freely: A Memoir (1997)

### Raccolte
- The Nat Hentoff Reader ISBN 0-306-81084-0 (2001)

### Come editore
- Hear Me Talkin' to Ya: The Story of Jazz by the Men Who Made It (with Nat Shapiro) (1955)
- Jazz: New Perspectives on the History of Jazz ISBN 0-306-80088-8 (con Albert McCarthy) (1959)
- Black Anti-Semitism and Jewish Racism (1969)